# 黑喉隐蜂鸟
黑喉隐蜂鸟（学名：Phaethornis atrimentalis），是雨燕目蜂鸟科的一种鸟类。
黑喉隐蜂鸟体重约2.6克，翼长约38.5毫米，嘴峰长约25.2毫米，喙宽度约1.7毫米，喙厚度约1.9毫米，跗蹠长约4毫米，尾长约33毫米。黑喉隐蜂鸟在其分布区内为留鸟，其栖息在密集的高大树木组成的森林中，食性为草食性，主要食物来源是植物的花蜜。

## 亚种
- ：分布于哥伦比亚、厄瓜多尔和秘鲁北部的安第斯山脉地区。
- ：分布于秘鲁中部。[4]